# فلورنسيو أغيلار
فلورنسيو أغيلار (بالإسبانية: Florencio Aguilar) هو عداء سريع بنمي، ولد في 31 يوليو 1959.

## وصلات خارجية
- فلورنسيو أغيلار على موقع الاتحاد الدولي لألعاب القوى (الإنجليزية)
- فلورنسيو أغيلار على موقع اللجنة الأولمبية الدولية (الإنجليزية)
- فلورنسيو أغيلار على موقع أوليمبيديا (الإنجليزية)